# Felip I de Parma
Felip I de Parma o Felip de Borbó i Farnese (Madrid, Regne d'Espanya, 1720 - Alessandria, Ducat de Parma, 1765) nascut infant d'Espanya fou el Duc de Parma, Piacenza i Guastalla entre 1748 i 1765. Fou el fundador de la casa de Borbó-Parma en ésser el primer duc borbònic de Parma.

## Orígens familiars
Va néixer a la ciutat de Madrid el 15 de març de l'any 1720 essent fill del rei Felip V d'Espanya i de la princesa Isabel de Farnese. El príncep era net per via paterna del gran delfí Lluís de França i de la princesa Maria Anna de Baviera mentre que per via materna ho era del duc Odoard II de Parma i de la princesa Dorotea Sofia de Neuburg.
Per línia paterna fou germà de Lluís I i Ferran VI d'Espanya, i per línia materna de Carles III d'Espanya, Maria Anna Victòria d'Espanya i Maria Antònia d'Espanya.

## Núpcies i descendents
Es va casar amb la princesa Lluïsa Elisabet de França, filla del rei Lluís XV i de Maria Leszczyńska. La parella va tenir tres fills:
- Isabel (Madrid, 1741-Viena, 1763). Arxiduquessa d'Àustria.
- Ferran I (Parma, 1751-Fontevivo, 1802). Duc de Parma.
- Maria Lluïsa (Parma, 1751-Roma, 1819). Reina d'Espanya.

## Duc de Parma
Els ducats de Parma, Piacenza i Guastalla han estat vinculats històricament a la família ducal dels Farnese. L'any 1731 l'últim duc, Odoard II de Parma, morí sense descendència masculina transmetent el ducat a la seva única filla, la princesa Isabel Farnese, que en aquell moment era reina d'Espanya. Isabel cedí el ducat al seu fill, el príncep Carles de Borbó que governà a Parma fins a l'any 1736.
A l'acabament de la Guerra de Successió de Polònia Carles rebé el Regne de les Dues Sicílies a canvi del Ducat de Parma. El Ducat de Parma fou cedit a l'emperador Carles VI del Sacre Imperi Romanogermànic fins a l'any 1748. Pels tractats que posaven fi a la Guerra de Successió austríaca, i en virtut del Tractat d'Aquisgrà (1748), Parma passà de nou a un dels fills d'Isabel Farnese, en aquest cas a Felip.
Felip de Borbó fou coronat duc de Parma el 18 d'octubre de 1748. A partir d'aquest moment la casa ducal de Parma serà una branca cadet de la Casa de Borbó d'Espanya. La família ducal mantindrà vincles de certa dependència amb la Casa reial espanyola i es vincularà amb les més importants cases reials europees: Àustria, Espanya, Itàlia, les Dues Sicílies, Dinamarca, Romania o Luxemburg entre moltes d'altres.
Governant il·lustrat la primera acció de govern, després de molts anys de guerres, fou impulsar l'economia del ducat mitjançant el nomenament, l'any 1759, de Guillaume du Tillot com a ministre. El 1768 decidí expulsar els jesuïtes i per tal d'estimular l'educació i la filosofia demanà ajuda a Étienne Bonnot de Condillac.
Felip I de Parma morí el 18 de juliol de 1765, de forma inesperada, a Alessandria mentre acompanyava a la seva filla Maria Lluïsa de Borbó-Parma a Espanya per a ser casada amb l'infant Carles de Borbó.